# 'O cinema
'O cinema è un cortometraggio del 1999 diretto da Antonietta De Lillo.

## Trama
Un ragazzino napoletano che passeggia attraverso le vie della sua città mentre posa incuriosito il suo sguardo sulle persone e le cose che incontra iniziando un viaggio nel mondo dell'immaginazione. Suggestioni sonore, visive e spezzoni di vecchi film si fondono in questo viaggio nel cuore di Napoli. L'unione tra realtà e fantasia è il pretesto per ricomporre i frammenti della storia di una città e del suo meraviglioso cinema.